# كينيتشي كوماجاي
كينيتشي كوماجاي (باليابانية: 熊谷賢一) هو لاعب رماية ياباني، ولد في 17 مارس 1927 في آيتشي في اليابان.

## وصلات خارجية
- كينيتشي كوماجاي على موقع أوليمبيديا (الإنجليزية)